# Pseudodiamesa nivosa
Pseudodiamesa nivosa is een muggensoort uit de familie van de dansmuggen (Chironomidae). De wetenschappelijke naam van de soort is voor het eerst geldig gepubliceerd in 1928 door Goetghebuer.